# Han Jialiang
Dans ce nom chinois, le nom de famille, Han, précède le nom personnel.
Han Jialiang est un patineur de vitesse sur piste courte chinois.

## Biographie
Il participe aux épreuves de patinage de vitesse sur piste courte aux Jeux olympiques de 2010.